# Mistrovství Československa v cyklokrosu 1968
Mistrovství Československa v cyklokrosu 1968 se konalo v neděli 4. února  1968 v Mladé Boleslavi v parku Štěpánka.
Délka závodu byla 24 km a závodníci absolhovali celkem osm okruhů. Startovalo 51 závodníků, z toho pět z Francie a po čtyřech z NDR, Rakouska a Lucemburska.

## Přehled
| Poř.             | Jméno                  | Čas        |
| Zlatá medaile    | (NDR) Michael Kaltöfen | 1:12:01 h  |
| Stříbrná medaile | Břetislav Souček       | + 0:20 min |
| Bronzová medaile | Pavel Krejčí           | + 0:46 min |
| 4                | Karel Hasoň            | + 1:13 min |
| 5                | Jan Hanzl              | + 1:42 min |
| 6                | Krajčí                 | + 3:03 min |